# Hybanthus lineatus
Hybanthus lineatus är en violväxtart som först beskrevs av Casimiro Gómez de Ortega, och fick sitt nu gällande namn av M.Gómez. Hybanthus lineatus ingår i släktet Hybanthus och familjen violväxter. Inga underarter finns listade i Catalogue of Life.